# Pyromania World Tour
Pyromania World Tour – czwarta trasa koncertowa grupy muzycznej Def Leppard, w jej trakcie odbyło się 166 koncertów.

## Program koncertów
1. "Rock!Rock!(Till You Drop)"
2. "Rock Brigade"
3. "High 'n' Dry (Saturday Night)"
4. "Another Hit and Run"
5. "Lady Strange"
6. "Billy's Got a Gun"
7. "Photograph"
8. "Foolin'"
9. "Rock of Ages"
10. "Overture"
11. "Bringin' on the Heartbreak"
12. "Switch 625"
13. "Let It Go"
14. "Rocks Off"

Bisy:
1. "Wasted"
2. "Stagefright"
3. "Travellin' Band" (cover Creedence Clearwater Revival)

## Lista koncertów

### Europa – część 1
1. 9 lutego 1983 – Londyn, Anglia – Marquee Club
2. 11 lutego 1983 – Dublin, Irlandia – TV Club
3. 12 lutego 1983 – Belfast, Irlandia Północna – Ulster Hall
4. 15 lutego 1983 – Annecy, Francja – Parc des Expositions
5. 16 lutego 1983 – Metz, Francja – Salle Europa
6. 17 lutego 1983 – Rouen, Francja – Exo 7
7. 18 lutego 1983 – Amsterdam, Holandia – Paradiso
8. 19 lutego 1983 – Poperinge, Belgia – Zaal Meke Blyde
9. 21 lutego 1983 – Manchester, Anglia – Manchester Apollo
10. 22 lutego 1983 – Edynburg, Szkocja – Edinburgh Playhouse
11. 24 lutego 1983 – Sheffield, Anglia – Sheffield City Hall
12. 25 lutego 1983 – Newcastle, Anglia – Newcastle City Hall
13. 26 lutego 1983 – Liverpool, Anglia – Royal Court Theatre
14. 27 lutego 1983 – Bristol, Anglia – Colston Hall
15. 2 marca 1983 – Birmingham, Anglia – Birmingham Odeon
16. 3 marca 1983 – Oksford, Anglia – Oxford Theatre
17. 4 marca 1983 – Londyn, Anglia – Hammersmith Odeon
18. 6 marca 1983 – Strasburg, Francja – Tivoli Hall
19. 8 marca 1983 – Paryż, Francja – Le Bataclan
20. 9 marca 1983 – Paryż, Francja – Le Bataclan
21. 10 marca 1983 – Genewa, Szwajcaria – Salle des Fêtes de Thônex
22. 11 marca 1983 – Grenoble, Francja – Alpexpo
23. 12 marca 1983 – Montpellier, Francja – Grand Odeon
24. 14 marca 1983 – Lyon, Francja – Palais d'Hiver
25. 15 marca 1983 – Melun, Francja – Salles Des Fêtes

### Ameryka Północna – część 1
1. 18 marca 1983 – Atlanta, Georgia, USA – Omni Coliseum
2. 19 marca 1983 – Charlotte, Karolina Północna, USA – Charlotte Coliseum
3. 21 marca 1983 – Portland, Maine, USA – Cumberland County Civic Center
4. 22 marca 1983 – New Haven, Connecticut, USA – New Haven Coliseum
5. 25 marca 1983 – Uniondale, Nowy Jork, USA – Nassau Veterans Memorial Coliseum
6. 26 marca 1983 – Worcester, Massachusetts, USA – The Centrum
7. 27 marca 1983 – East Rutherford, New Jersey, USA – Meadowlands Arena
8. 29 marca 1983 – Filadelfia, Pensylwania, USA – The Spectrum
9. 31 marca 1983 – Richfield, Ohio, USA – Richfield Coliseum
10. 1 kwietnia 1983 – Chicago, Illinois, USA – UIC Pavilion
11. 2 kwietnia 1983 – Indianapolis, Indiana, USA – Market Square Arena
12. 4 kwietnia 1983 – Cincinnati, Ohio, USA – Cincinnati Gardens
13. 6 kwietnia 1983 – Lexington, Kentucky, USA – Rupp Arena
14. 8 kwietnia 1983 – Saint Paul, Minnesota, USA – Northrop Auditorium
15. 9 kwietnia 1983 – Kansas City, Missouri, USA – Municipal Auditorium
16. 10 kwietnia 1983 – Ames, Iowa, USA – Hilton Coliseum
17. 12 kwietnia 1983 – Albuquerque, Nowy Meksyk, USA – Tingley Coliseum
18. 13 kwietnia 1983 – Denver, Kolorado, USA – McNichols Sports Arena
19. 15 kwietnia 1983 – Phoenix, Arizona, USA – Arizona Veterans Memorial Coliseum
20. 16 kwietnia 1983 – Irvine, Kalifornia, USA – Irvine Meadows Amphitheatre
21. 17 kwietnia 1983 – Inglewood, Kalifornia, USA – Kia Forum
22. 18 kwietnia 1983 – San Diego, Kalifornia, USA – San Diego Sports Arena
23. 20 kwietnia 1983 – Seattle, Waszyngton, USA – Seattle Center Coliseum
24. 21 kwietnia 1983 – Portland, Oregon, USA – Portland Memorial Coliseum
25. 29 kwietnia 1983 – Odessa, Teksas, USA – Ector County Coliseum
26. 30 kwietnia 1983 – Amarillo, Teksas, USA – Amarillo Civic Center
27. 1 maja 1983 – Lubbock, Teksas, USA – Lubbock Municipal Coliseum
28. 2 maja 1983 – Norman, Oklahoma, USA – Lloyd Noble Center
29. 5 maja 1983 – Monroe, Luizjana, USA – Monroe Civic Center
30. 7 maja 1983 – Austin, Teksas, USA – Frank Erwin Center
31. 8 maja 1983 – Dallas, Teksas, USA – Reunion Arena
32. 9 maja 1983 – San Antonio, Teksas, USA – Hemis Fair Arena
33. 10 maja 1983 – Houston, Teksas, USA – Sam Houston Coliseum
34. 12 maja 1983 – Baton Rouge, Luizjana, USA – Riverside Centroplex
35. 13 maja 1983 – Biloxi, Missisipi, USA – Mississippi Coast Coliseum
36. 15 maja 1983 – Birmingham, Alabama – Bourtwell Memorial Auditorium
37. 16 maja 1983 – Nashville, Tennessee, USA – Nashville Municipal Auditorium
38. 17 maja 1983 – Memphis, Tennessee, USA – Mid-South Coliseum
39. 18 maja 1983 – Chattanooga, Tennessee, USA – UTC Arena
40. 19 maja 1983 – Little Rock, Arkansas, USA – Barton Coliseum
41. 20 maja 1983 – Pembroke Pines, Floryda, USA – Hollywood Sportatorium
42. 21 maja 1983 – Jacksonville, Floryda, USA – Jacksonville Veterans Memorial Auditorium
43. 22 maja 1983 – Lakeland, Floryda, USA – Lakeland Civic Center
44. 24 maja 1983 – Fort Myers, Floryda, USA – Lee County Civic Center
45. 26 maja 1983 – Greensboro, Karolina Północna, USA – Greensboro Coliseum
46. 27 maja 1983 – Knoxville, Tennessee, USA – Knoxville Civic Coliseum
47. 28 maja 1983 – Johnson City, Tennessee, USA – Freedom Hall Civic Center
48. 29 maja 1983 – Louisville, Kentucky, USA – Louisville Gardens
49. 31 maja 1983 – Charleston, Wirginia Zachodnia, USA – Charleston Civic Center
50. 1 czerwca 1983 – Richmond, Wirginia, USA – Richmond Coliseum
51. 2 czerwca 1983 – Hampton, Wirginia, USA – Hampton Coliseum
52. 3 czerwca 1983 – Largo, Maryland, USA – Capital Centre
53. 5 czerwca 1983 – Pittsburgh, Pensylwania, USA – Pittsburgh Civic Arena
54. 7 czerwca 1983 – Quebec City, Kanada – Coliseé de Quebec
55. 9 czerwca 1983 – Montreal, Kanada – Montreal Forum
56. 10 czerwca 1983 – Toronto, Kanada – Maple Leaf Gardens
57. 11 czerwca 1983 – London, Kanada – London Gardens
58. 12 czerwca 1983 – Buffalo, Nowy Jork, USA – Buffalo Memorial Auditorium

### Ameryka Północna – część 2
1. 21 czerwca 1983 – Syracuse, Nowy Jork, USA – Onondaga War Memorial County Arena
2. 25 czerwca 1983 – South Yarmouth, Massachusetts, USA – Cape Cod Coliseum
3. 27 czerwca 1983 – Allentown, Pensylwania, USA – Allentown Fairgrounds
4. 28 czerwca 1983 – Harrisburg, Pensylwania, USA – City Island
5. 30 czerwca 1983 – Augusta, Georgia, USA – Augusta Civic Center
6. 1 lipca 1983 – Savannah, Georgia, USA – Savannah Civic Center
7. 2 lipca 1983 – Fayetteville, Karolina Północna, USA – Cumberland County Memorial Arena
8. 3 lipca 1983 – Columbia, Karolina Południowa, USA – Carolina Coliseum
9. 5 lipca 1983 – Dayton, Ohio, USA – Hara Arena
10. 6 lipca 1983 – Columbus, Ohio, USA – Ohio Center
11. 7 lipca 1983 – Toledo, Ohio, USA – Toledo Sports Arena
12. 8 lipca 1983 – South Bend, Indiana, USA – Joyce Center
13. 10 lipca 1983 – East Troy, Wisconsin, USA – Alpine Valley Music Theatre
14. 11 lipca 1983 – Marquette, Michigan, USA – Lakeview Arena
15. 13 lipca 1983 – Winnipeg, Kanada – Winnipeg Arena
16. 14 lipca 1983 – Regina, Kanada – Agridome
17. 16 lipca 1983 – Edmonton, Kanada – Northlands Coliseum
18. 18 lipca 1983 – Calgary, Kanada – Stampede Corral
19. 20 lipca 1983 – Vancouver, Kanada – Pacific Coliseum
20. 21 lipca 1983 – Victoria, Kanada – Victoria Memorial Arena

### Ameryka Północna – część 3
1. 2 sierpnia 1983 – Eugene, Oregon, USA – Exhibition Hall
2. 3 sierpnia 1983 – Seattle, Waszyngton, USA – Seattle Center Coliseum
3. 4 sierpnia 1983 – Portland, Oregon, USA – Portland Memorial Coliseum
4. 5 sierpnia 1983 – Spokane, Waszyngton, USA – Spokane Coliseum
5. 7 sierpnia 1983 – Salt Lake City, Utah, USA – Salt Palace
6. 8 sierpnia 1983 – Casper, Wyoming, USA – Casper Events Center
7. 9 sierpnia 1983 – Rapid City, Dakota Południowa, USA – Rushmore Plaza Civic Center
8. 11 sierpnia 1983 – Omaha, Nebraska, USA – Civic Auditorium
9. 12 sierpnia 1983 – Omaha, Nebraska, USA – Civic Auditorium
10. 13 sierpnia 1983 – West Fargo, Dakota Północna, USA – Red River Valley Fair
11. 14 sierpnia 1983 – La Crosse, Wisconsin, USA – La Crosse Center
12. 15 sierpnia 1983 – Madison, Wisconsin, USA – Dane County Coliseum
13. 17 sierpnia 1983 – Green Bay, Wisconsin, USA – Brown County Arena
14. 18 sierpnia 1983 – Grand Rapids, Michigan, USA – Five Seasons Center
15. 19 sierpnia 1983 – Peoria, Illinois, USA – Peoria Civic Center
16. 20 sierpnia 1983 – St. Louis, Missouri, USA – Checkerdome
17. 22 sierpnia 1983 – Erie, Pensylwania, USA – Erie Civic Center
18. 23 sierpnia 1983 – Syracuse, Nowy Jork, USA – War Memorial Arena
19. 24 sierpnia 1983 – Providence, Rhode Island, USA – Providence Civic Center
20. 25 sierpnia 1983 – Rochester, Nowy Jork, USA – Rochester Community War Memorial
21. 27 sierpnia 1983 – Charlevoix, Michigan, USA – Castle Farm Music Theatre
22. 30 sierpnia 1983 – Detroit, Michigan, USA – Joe Louis Arena
23. 31 sierpnia 1983 – Detroit, Michigan, USA – Joe Louis Arena
24. 1 września 1983 – Fort Wayne, Indiana, USA – Allen County War Memorial Coliseum
25. 4 września 1983 – Wichita, Kansas, USA – Britt Brown Arena
26. 5 września 1983 – Daly City, Kalifornia, USA – Cow Palace
27. 7 września 1983 – Tucson, Arizona, USA – Tucson Convention Center
28. 9 września 1983 – Las Vegas, Nevada, USA – Alladin Theatre for the Performings Arts
29. 10 września 1983 – Inglewood, Kalifornia, USA – Kia Forum
30. 11 września 1983 – Inglewood, Kalifornia, USA – The Forum
31. 12 września 1983 – Phoenix, Arizona, USA – Compton Terrace Amphitheatre
32. 14 września 1983 – Fresno, Kalifornia, USA – Selland Arena
33. 15 września 1983 – Oakland, Kalifornia, USA – Oakland-Alameda County Coliseum
34. 16 września 1983 – Oakland, Kalifornia, USA – Oakland-Alameda County Coliseum
35. 17 września 1983 – San Diego, Kalifornia, USA – Jack Murphy Stadium
36. 19 września 1983 – Honolulu, Hawaje, USA – Neal S. Blaisdell Center
37. 20 września 1983 – Honolulu, Hawaje, USA – Neal S. Blaisdell Center

### Europa – część 2
1. 7 października 1983 – Sztokholm, Szwecja – Draken
2. 9 października 1983 – Lund, Szwecja – Olympen
3. 10 października 1983 – Kopenhaga, Dania – Saltlageret
4. 12 października 1983 – Kolonia, Niemcy – Sartöry-Sale
5. 13 października 1983 – Offenbach, Niemcy – Stadthalle Offenbach
6. 14 października 1983 – Hamburg, Niemcy – Markthalle
7. 16 października 1983 – Erlangen, Niemcy – Heinrich-Lades-Halle
8. 17 października 1983 – Monachium, Niemcy – Löwenbräukeller
9. 18 października 1983 – Zurych, Szwajcaria – Volkshaus
10. 20 października 1983 – Mediolan, Włochy – Teatro Rolling Stone
11. 21 października 1983 – Florencja, Włochy – Teatro Apollo
12. 22 października 1983 – Bolonia, Włochy – Teatro Tenda Parco Nord
13. 23 października 1983 – Frankfurt, Niemcy – Festhalle Frankfurt
14. 24 października 1983 – Hyères, Francja – Stade des Rongiers
15. 26 października 1983 – San Sebastián, Hiszpania – Velódromo de Anoeta
16. 27 października 1983 – Madryt, Hiszpania – Raimundo Saporta Pavillion
17. 28 października 1983 – Barcelona, Hiszpania – Palau Blaugrana
18. 2 listopada 1983 – Bordeaux, Francja – Salle du Grand Parc
19. 5 listopada 1983 – Orlean, Francja – Parc des Expositions
20. 7 listopada 1983 – Clermont-Ferrand, Francja – Clermont-Ferrand Sports Hall
21. 9 listopada 1983 – Paryż, Francja – Espace Balard
22. 10 listopada 1983 – Lyon, Francja – Palais d'Hiver
23. 15 listopada 1983 – Bruksela, Belgia – Ancienne Belgique
24. 16 listopada 1983 – Antwerpia, Belgia – Hof Ter Lo
25. 3 grudnia 1983 – Birmingham, Anglia – Birmingham Odeon
26. 4 grudnia 1983 – Nottingham, Anglia – Royal Centre
27. 5 grudnia 1983 – Londyn, Anglia – Hammersmith Odeon
28. 17 grudnia 1983 – Dortmund, Niemcy – Westfalenhallen
29. 18 grudnia 1983 – Dortmund, Niemcy – Westfalenhallen

### Koncerty w 1984
1. 24 stycznia 1984 – Tokio, Japonia – Shibuya Public Hall
2. 25 stycznia 1984 – Osaka, Japonia – Osaka Kōsei Nenkin Kaikan
3. 26 stycznia 1984 – Tokio, Japonia – Nakano Sun Plaza Hall
4. 29 stycznia 1984 – Somersby, Australia – Gosford Exit
5. 30 stycznia 1984 – Sydney, Australia – Selina's Cooge Bay Hotel
6. 2 lutego 1984 – Melbourne, Australia – The Venue
7. 7 lutego 1984 – Bangkok, Tajlandia – Indoor Stadium Hamark